# Белбалтлаг
Белбалтлаг (или БелБалтлаг, ББЛ, Беломорско-Балтийский ИТЛ) — советский исправительно-трудовой лагерь, основной задачей которого было строительство и обслуживание Беломоро-Балтийского канала.

## История
»

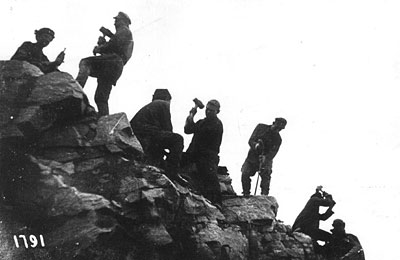
Заключённые на строительстве Беломорканала

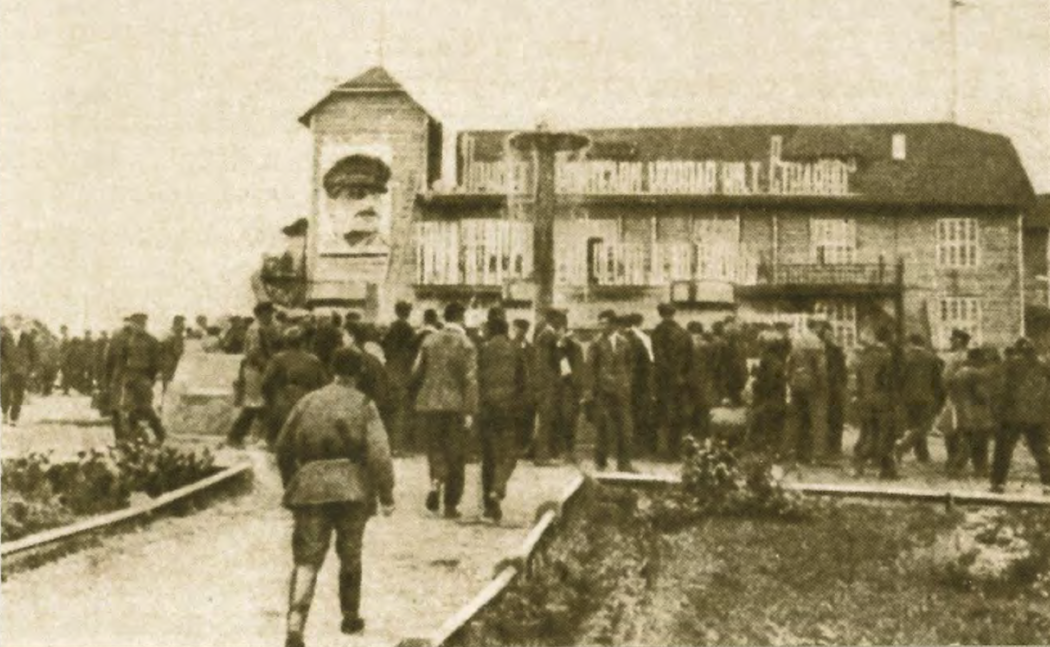
Клуб «Белбалтлага» в Дмитрове в 1933 году; надпись на здании: «Привет строителям канала им. т. Сталина

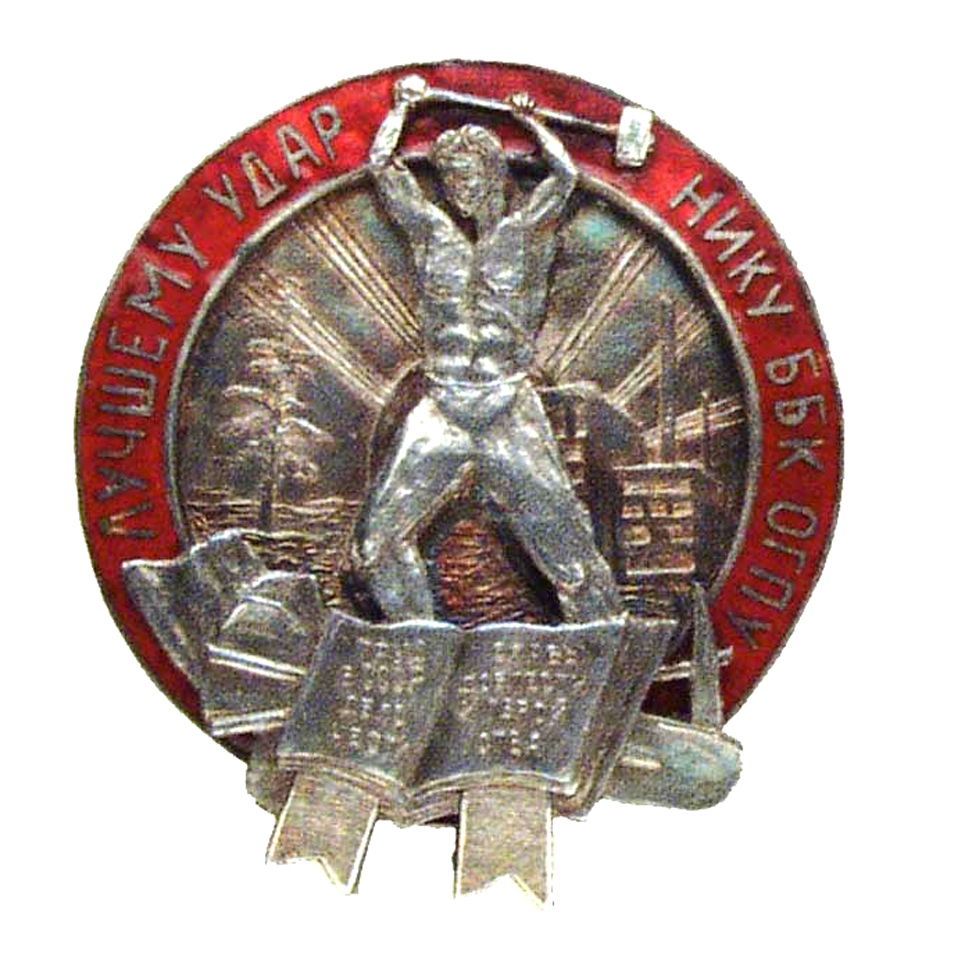
Знак «Лучшему ударнику ББК ОГПУ»

Белбалтлаг организован 16 ноября 1931 на базе Соловецкого ИТЛ ОГПУ.
Центр лагуправления с момента образования находился на станции Медвежья гора (город Медвежьегорск). Со 2 июля 1933 года приказом по ОГПУ перенесён в с. Надвоицы, однако документальные подтверждения того, что передислокация была действительно осуществлена, не найдены. Не позднее 7 сентября 1935 снова возвращён в г. Медвежьегорск.
Подчинён с 16 ноября 1931 ГУЛАГ ОГПУ, с 9 марта 1939 — Управлению лесной промышленности ГУЛАГ и с 26 февраля 1941 — Управлению лагерей лесной промышленности НКВД.
В 1933 году одноэтажный клуб «БалтЛага» перевезли в разобранном виде в город Дмитров, в центр Дмитлага. В клубе проходили различные выступления активистов и писателей (в том числе Максима Горького) за ударный исправительный труд на канале имени Москвы. Там он простоял до конца 1950-х годов, затем на его месте поставили ДК «ДЭЗ» (сейчас дом культуры «Современник»). Руководителем Дмитлага стал один из руководителей БелБалтлага — С. Г. Фирин.
5 августа 1938 года нарком внутренних дел СССР Ежов подписал оперативный приказ № 409:

… Петрозаводск НКВД Тенисону, Медвежья Гора Белбалтлаг НКВД Чунтонову, Астрову.
Приказываю:
1. С 10 августа с. г. начать и в двухмесячный срок закончить операцию по репрессированию наиболее активных антисоветских элементов…, ведущих в лагерях активную антисоветскую подрывную работу. Репрессии подлежат также и уголовные элементы, содержащиеся в лагерях и ведущие там преступную деятельность.
2. Все перечисленные выше контингенты, после рассмотрения их дел на тройках, подлежат расстрелу.
3. Вам утверждается лимит подлежащих репрессированию по Белбалтлагу 800 (восемьсот) человек.

— Чухин И. И. Карелия-37. Идеология и практика террора. — Петрозаводск: Издательство ПетрГУ, 1999. — 161 с.
В результате этой операции, без допросов, очных ставок и вещественных доказательств, за два месяца на острове Горелый на Выгозере и в Медвежьегорске было расстреляно более тысячи заключённых Белбалтлага.
Закрыт 18 сентября 1941 в связи с близостью к зоне военных действий Распоряжением Совнаркома СССР от 11 сентября 1941 года № 08955 о прекращении лесозаготовок и лесовывозки Беломоро-Балтийским комбинатом. В распоряжении говорилось: «немедленно прекратить работы во всех подразделениях ББК за исключением Пудожского отделения». Пудожское отделение приказом НКВД от 18 сентября 1941 выделено из Белбалтлага и непосредственно подчинено Управлению лагерей лесной промышленности НКВД СССР). Всё имущество и заключенные Белбалтлага переданы в созданный на его основе ИТЛ при Оборонстрое, который просуществовал всего месяц и был закрыт 15 октября 1941 г. До 7 апреля 1943 года в Управлении лагерей лесной промышленности НКВД существовал отдел по охране и управлению законсервированного хозяйства бывшего Беломоро-Балтийского канала.
В рамках программы «колонизации края» был создан 21 трудпосёлок Беломорско-Балтийского комбината (ББК). На 8 июля 1938 в них проживало 28 083 трудпоселенцев, из них на работах ББК было занято 15 525 человек.
При организации ББК ОГПУ получил «монопольное право эксплуатации канала (Повенец—Сорока) и естественных богатств прилегающих к нему районов». Но позднее основной отраслью работ ББК становятся лесозаготовки. Постановлением Совнаркома СССР от 10 июля 1935 года № 1429—223, за комбинатом закреплена лесная территория 2 миллиона 800 тысяч га, позднее к ней был добавлен Пудожский лесной массив. Весной 1939 года Беломоро-Балтийский канал передаётся Наркомводу СССР (акт приёмки-сдачи утверждён 10.07.1939). Постановление Совнаркома от 15 сентября 1939 года № 4467-325с изъяло у Беломорско-Балтийского комбината «монопольное право» эксплуатации канала и прилегающих к нему районов и оставило в его ведении лесозаготовки на ранее отведённых площадях.
21 октября 1939 года строительство Сегежского комбината и 19 марта 1941 г. строительство Кондопожского спиртового завода переданы Сегежскому ИТЛ. 14 января 1940 г. строительство Мончегорского комбината (он же комбинат «Североникель») передано Мончергорскому ИТЛ. 30 апреля 1941 года строительство Сорокского (Беломорского) порта передано Маткожлагу.

## Численность заключённых
Максимальное число заключённых приводится на декабрь 1932 года — 107 тысяч 900 человек, из них 92 000 заключённых было занято на строительстве канала, 15 900 — на лесозаготовках. Ниже без указания месяца и даты приведена среднегодовая численность заключённых:
- 1931 — 64 100;
- 1932 — 99 095, но 12.1932 — 107 900;
- 1933 — 84 504;
- 1934 — 62 211, но на 01.01.1934 — 70 373;
- 1935 — 78 248, но на 01.01.1935 — 66 418;
- 1936 — 57 969, но на 01.01.1936 — 90 290;
- 01.01.1937 — 58 965;
- 01.07.1938 — 77 278 (из них 3 946 женщин), но на 01.10.1938 — 79 232 (из них 25 311 осуждённых за «контрреволюционные преступления», 19 304 — как «социально-опасные (СОЭ) и социально-вредные элементы» (СВЭ);
- 01.01.1939 — 86 567;
- 01.01.1941 — 71 269;
- 15.06.1941 — 67 928;

## Выполняемые работы
- обеспечение работ Управления строительством Беломоро-Балтийского водного пути ОГПУ (стр-во Беломорско-Балтийского канала), с момента основания;
- лесозаготовки и ведение сплавных работ в Выгозерском бассейне, с момента основания;
- обслуживание работ Беломорско-Балтийского комбината ОГПУ-НКВД (ББК). Постановление Совнаркома СССР от 17 августа 1933 года «О Беломорско-Балтийском комбинате». При организации на ББК возложены задачи по колонизация края, прилегающего к каналу (в частности, путём заселения его трудпоселенцами), эксплуатации канала, судостроению в целях создания флота для канала, разведки и эксплуатации минерально-рудных ископаемых, сооружению гидростанций, планировалась проработка проблем сооружения второй линии шлюзов на Беломоро-Балтийском канале для его углубления и расширения, а также постройки канала Кандалакша — Мурманск.

Работы ББК состояли в:

## Начальники

### Начальники Белбалтлага
- Сенкевич Э. И., с 16.11.1931 по 16.01.1932;
- Александров П. Ф., с 16.01.1932 (временно исполняющий должность), с 28.03.1932 — не ранее 15.01.1933 (начальник);
- Фирин С. Г. (упоминается в 1933 г.);
- Успенский Д. В., с 02.07.1933 по 07.10.1936;
- Алмазов (Алмазян) З. А., с 07.10.1936 по 13.07.1937 (по совместительству с должностями начальника ББК и помощника начальника ГУЛАГа)
- Чунтонов М. М., ст. лейтенант Госбезопасности (ГБ), с 13.07.1937 по 28.08.1937 (временно исполняющий должность);
- Тимофеев М. М., ст. майор ГБ, с 28.08.1937 по 01.03.1941, (08.09.1941 назначен начальником Управления оборонительных работ НКВД в Карело-Финской ССР)
- Сергеев И. Т., майор ГБ, с 01.03.1941 по 18.09.1941;

### Начальники Управления строительством Беломоро-Балтийского водного пути ОГПУ

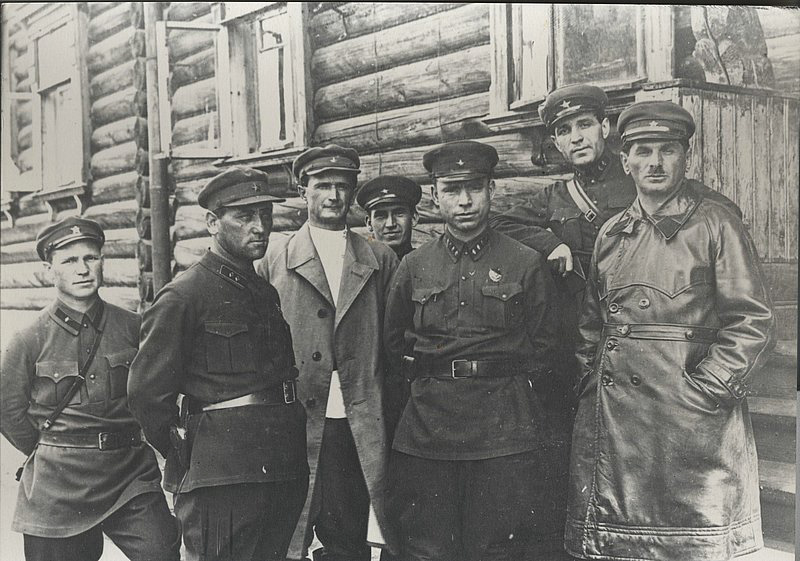
Начальник работ Белморстроя Френкель, начальник ГУЛАГа Берман и другие руководители строительства

- Коган Л. И., начальник, с 16 ноября 1931 по 17 августа 1933 (с 31.10.1932 по совместительству назначен нач. строительства канала Москва—Волга);
- Рапопорт Я. Д., зам. начальника, с 16 ноября 1931 по 17 августа 1933
- Сенкевич Э. И., помощник начальника и начальник Белбалтлага (см. выше), с 16 ноября 1931 по 17 августа 1933
- Френкель Н. А., начальник работ, с 16 ноября 1931 по 17 августа 1933

### Начальники Беломорско-Балтийского Комбината (ББК) ОГПУ-НКВД
- Рапопорт Я. Д., с 23 августа 1933 по 16 сентября 1935;
- Алмазов-Алмазян З. А., с 4 декабря 1935 по 13 июля 1937.